# Státní zastupitelství (časopis)
Státní zastupitelství je odborný právnický měsíčník věnovaný převážně otázkám trestního práva a státního zastupitelství. Vychází od roku 2003, kdy byl jeho vznik iniciován skupinou státních zástupců Nejvyššího státního zastupitelství v čele s tehdejším náměstkem nejvyšší státní zástupkyně Jaroslavem Fenykem. Časopis původně vydávalo nakladatelství ORAC s.r.o., od srpna 2004 nakladatelství LexisNexis CZ s.r.o. a od roku 2009 jej vydává Novatrix s.r.o. Vydávání časopisu řídí jeho redakční rada. Od ročníku 2009 je časopis zařazen na seznam recenzovaných neimpaktovaných periodik Rady vlády pro vědu, výzkum a inovace. Má ISSN 1214-3758.

## Členové redakční rady
- JUDr. Petr Aulický: 2011
- doc. JUDr. Jozef Čentéš, PhD. (Slovensko): 2009–dosud
- doc. Dr. Ivan Halász, PhD. (Maďarsko): 2009–dosud
- JUDr. Alena Kristková: 2011-dosud, tajemnice 2008-dosud
- doc. JUDr. Zdeněk Koudelka, Ph.D.: 2007–dosud, předseda 2008–dosud
- JUDr. Daniela Kovářová: 2009–dosud
- JUDr. Kateřina Krejčiříková: 2008–dosud, tajemnice 2008–11
- prof. JUDr. Karel Marek, CSc.: 2007–dosud
- Mgr. Tomáš Palovský, Ph.D.: 2006–dosud
- JUDr. Jiří Pospíšil: 2007–dosud
- prof. JUDr. Petr Průcha, CSc.: 2009–dosud
- JUDr. Miroslav Růžička, Ph.D.: 2003–dosud
- JUDr. Karel Šabata: 2006–dosud
- Mgr. Jan Záruba: 2003–dosud

Bývalí členové
- JUDr. Petr Cigánek: 2007–08
- JUDr. Petr Coufal: 2007–09, předseda 2007–08
- JUDr. Lumír Crha: 2003–07, předseda 2006–07
- doc. JUDr. Jaroslav Fenyk, Ph.D.: předseda 2003–06
- JUDr. Roman Hájek: 2006–07
- Mgr. František Korbel, Ph.D.: 2007–09
- JUDr. Jan Lata, Ph.D.:	2009
- JUDr. Jaroslav Mádr: 2003–09
- JUDr. Radek Ondruš: 2003–05
- JUDr. Přemysl Polák, Ph.D.: 2006–07
- Mgr. Margareta Šrámková: 2007–09
- JUDr. František Vondruška: 2003–07